# Ocho por radio
Ocho por radio (ou 8 x radio) est un octuor de Silvestre Revueltas composé en 1933.
Cette œuvre dédiée à Guillermo Orta a été composée pour passer à la radio.
Son exécution dure un peu plus de quatre minutes.
C'est avec l'Homenaje a Federico García Lorca et Planos l'œuvre de musique de chambre la plus jouée de Silvestre Revueltas.

## Effectif
- deux violons
- un violoncelle
- une contrebasse
- une clarinette
- un basson
- une trompette
- un tambour indien

## Discographie
- London Sinfonietta dirigé par David Atherton (1980) RCA.
- Los Angeles Philharmonic New Music Group dirigé par Esa-Pekka Salonen (1998) Sony Music.
- Orchestre philharmonique de la ville de Mexico dirigé par Enrique Bátiz, ASV.
- Orchestre symphonique de Xalapa dirigé par Carlos Prieto (2004) Urtext.
- Ebony Band (Amsterdam) dirigé par Werner Herbers (2006) Channel Classics.